# Saison 2011 des Blue Jays de Toronto
La Saison 2011 des Blue Jays de Toronto est la 35e saison en ligue majeure pour cette franchise.
Le club remporte 81 victoires contre 81 défaites et voit son joueur vedette José Bautista remporter pour la deuxième saison consécutive le championnat des coups de circuit dans le baseball majeur.

## Intersaison

### Arrivées

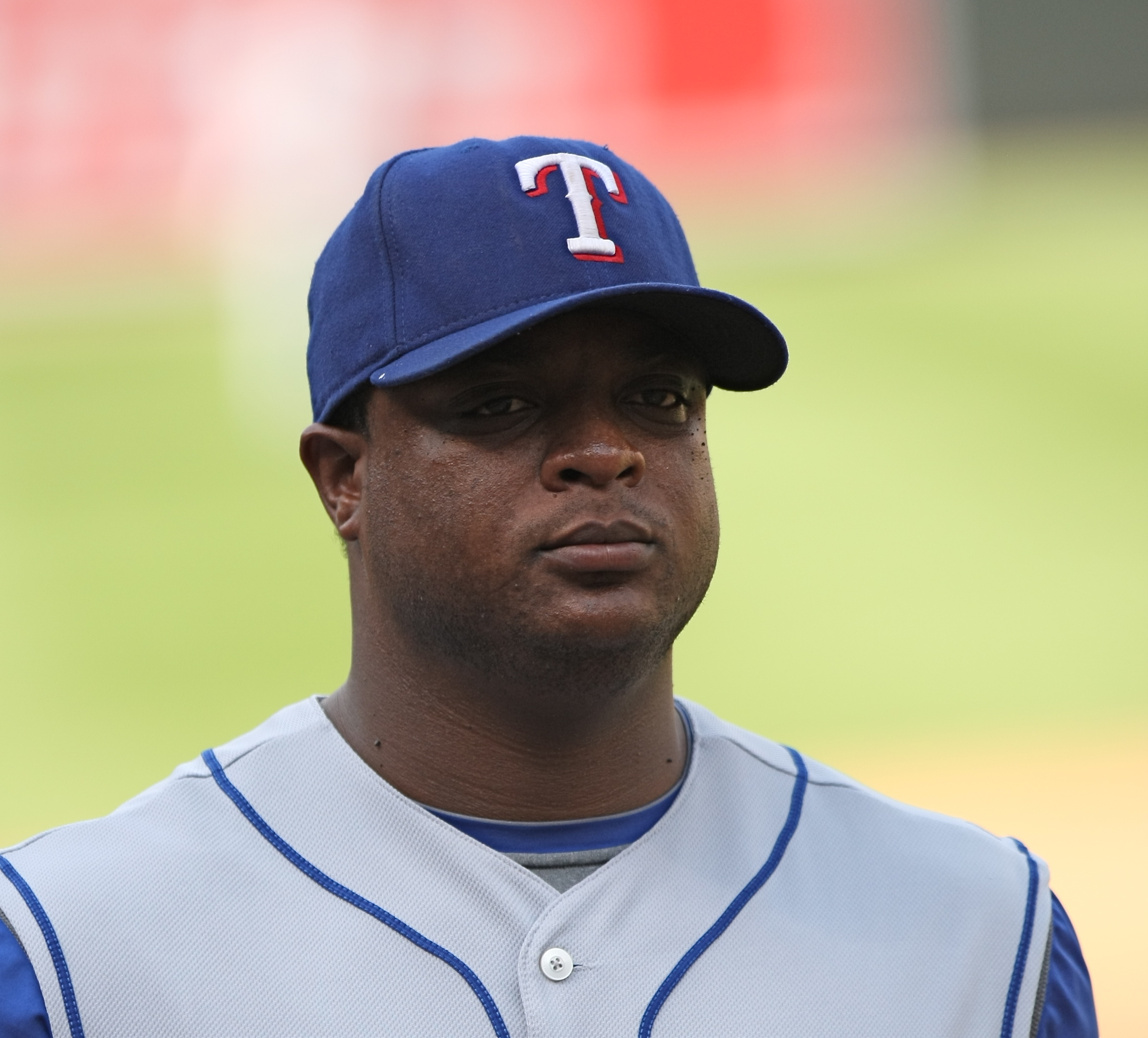
Frank Francisco rejoint les Blue Jays

Le 17 novembre 2010, les Athletics d'Oakland échangent Rajai Davis aux Blue Jays en retour de deux lanceurs droitiers de ligues mineures : Danny Farquhar et Trystan Magnuson.
Le 3 décembre, les Brewers de Milwaukee échangent le lanceur de relève Carlos Villanueva aux Blue Jays en retour d'un joueur à être nommé plus tard.
Le 6 décembre 2010, le joueur de deuxième but de ligues mineures Brett Lawrie rejoint les Blue Jays en provenance des Brewers de Milwaukee en retour de Shaun Marcum.
Début janvier 2011, le lanceur de relève Octavio Dotel signe une entente d'une saison avec les Blue Jays.
Le lanceur de relève Jon Rauch rejoint les Blue Jays le 17 janvier. Le club lui offre 3,5 millions de dollars pour la saison 2011 ainsi que 3,75 millions additionnels s'ils se prévalent d'une option sur son contrat en 2012.
Le 21 janvier, Vernon Wells est échangé aux Angels de Los Angeles d'Anaheim en retour du voltigeur Juan Rivera et du receveur et premier but Mike Napoli. Cinq jours plus tard, les Rangers du Texas cèdent le stoppeur Frank Francisco et un montant d'argent aux Blue Jays en retour de Mike Napoli.
Jayson Nix rejoint les Blue Jays le 29 mars.

### Départs
Dana Eveland, Shawn Hill, Brian Tallet, Jeremy Accardo, Scott Downs, Kevin Gregg, John Buck, Álex González, Lyle Overbay, DeWayne Wise et Fred Lewis deviennent agents libres et quitte le club. Shaun Marcum et Vernon Wells sont échangés tandis que Taylor Buchholz et Jarrett Hoffpauir quittent les Blue Jays via des ballotages.

### Grapefruit League
32 rencontres de préparation sont programmées du 26 février au 30 mars à l'occasion de cet entraînement de printemps 2011 des Blue Jays.
Avec 16 victoires et 14 défaites, les Blue Jays terminent cinquièmes de la Grapefruit League et enregistrent la sixième meilleure performance des clubs de la Ligue américaine.

## Saison régulière

### Classement
| Ligue américaine (Division Est) | V  | D  | %    | GB |
| ------------------------------- | -- | -- | ---- | -- |
| Yankees de New York             | 97 | 65 | .599 | -  |
| Rays de Tampa Bay               | 91 | 71 | .562 | 6  |
| Red Sox de Boston               | 90 | 72 | .556 | 7  |
| Blue Jays de Toronto            | 81 | 81 | .500 | 16 |
| Orioles de Baltimore            | 69 | 93 | .426 | 28 |

### Résultats
| Légende                | Légende               | Légende       |
| victoire des Blue Jays | défaite des Blue Jays | match reporté |
| ---------------------- | --------------------- | ------------- |

#### Mai
| #  | Date    | Adversaire | Score | Victoire   | Défaite      | Sauvetage   | Affluence | Bilan |
| -- | ------- | ---------- | ----- | ---------- | ------------ | ----------- | --------- | ----- |
| 28 | 1er mai | @ Yankees  | 2 - 5 | Nova (2-2) | Litsch (2-2) | Rivera (10) | 43 363    | 13-15 |
| 29 | 3 mai   | @ Rays     |       |            |              |             |           |       |
| 30 | 4 mai   | @ Rays     |       |            |              |             |           |       |
| 31 | 5 mai   | @ Rays     |       |            |              |             |           |       |
| 32 | 6 mai   | Tigers     |       |            |              |             |           |       |
| 33 | 7 mai   | Tigers     |       |            |              |             |           |       |
| 34 | 8 mai   | Tigers     |       |            |              |             |           |       |
| 35 | 9 mai   | Tigers     |       |            |              |             |           |       |
| 36 | 10 mai  | Red Sox    |       |            |              |             |           |       |
| 37 | 11 mai  | Red Sox    |       |            |              |             |           |       |
| 38 | 13 mai  | @ Twins    |       |            |              |             |           |       |
| 39 | 14 mai  | @ Twins    |       |            |              |             |           |       |
| 40 | 15 mai  | @ Twins    |       |            |              |             |           |       |
| 41 | 16 mai  | @ Tigers   |       |            |              |             |           |       |
| 42 | 17 mai  | @ Tigers   |       |            |              |             |           |       |
| 43 | 18 mai  | Rays       |       |            |              |             |           |       |
| 44 | 19 mai  | Rays       |       |            |              |             |           |       |
| 45 | 20 mai  | Astros     |       |            |              |             |           |       |
| 46 | 21 mai  | Astros     |       |            |              |             |           |       |
| 47 | 22 mai  | Astros     |       |            |              |             |           |       |
| 48 | 23 mai  | @ Yankees  |       |            |              |             |           |       |
| 49 | 24 mai  | @ Yankees  |       |            |              |             |           |       |
| 50 | 25 mai  | @ Yankees  |       |            |              |             |           |       |
| 51 | 26 mai  | White Sox  |       |            |              |             |           |       |
| 52 | 27 mai  | White Sox  |       |            |              |             |           |       |
| 53 | 28 mai  | White Sox  |       |            |              |             |           |       |
| 54 | 29 mai  | White Sox  |       |            |              |             |           |       |
| 55 | 30 mai  | Indians    |       |            |              |             |           |       |
| 56 | 31 mai  | Indians    |       |            |              |             |           |       |

## Statistiques individuelles

### Lanceurs
- Source: « Toronto Blue Jays Batting Stats »

## Draft
La Draft MLB 2011 se tient du 6 au 8 juin 2011 à Secaucus (New Jersey). Les Blue Jays ont le vingt-et-unième choix.

## Affiliations en ligues mineures
| Niveau            | Equipe                    | Ligue                   | Manager            | Vic. | Déf. | Classement |
| ----------------- | ------------------------- | ----------------------- | ------------------ | ---- | ---- | ---------- |
| AAA               | Las Vegas 51s             | Pacific Coast League    | Marty Brown        |      |      |            |
| AA                | New Hampshire Fisher Cats | Eastern League          | Sal Fasano         |      |      |            |
| Advanced A        | Dunedin Blue Jays         | Florida State League    | Clayton McCullough |      |      |            |
| A                 | Lansing Lugnuts           | Midwest League          | Mike Redmond       |      |      |            |
| A (saison courte) | Vancouver Canadians       | Northwest League        | John Schneider     |      |      |            |
| Rookie            | Bluefield Blue Jays       | Appalachian League      | Dennis Holmberg    |      |      |            |
| Rookie            | GCL Blue Jays             | Gulf Coast League       | Omar Malave        |      |      |            |
| Rookie            | DSL Blue Jays             | Dominican Summer League |                    |      |      |            |